# C-Fos
c-Fosは、レトロウイルスのがん遺伝子v-fosのホモログであるがん原遺伝子（ヒトではFOS）にコードされるタンパク質である。c-Fosはラット線維芽細胞において、FBJ MSV（Finkel–Biskis–Jinkins murine osteogenic sarcoma virus）と呼ばれるウイルスの形質転換遺伝子との類似性から発見された。c-FosはFosファミリーの転写因子であり、Fosファミリーには他にFosB、Fra-1、Fra-2が含まれる。c-Fosはc-Junとヘテロ二量体を形成してAP-1複合体となり、標的遺伝子のプロモーターやエンハンサー領域のAP-1特異的部位のDNAに結合することで、細胞外のシグナルを遺伝子発現の変化へと変換する。c-Fosは多くの細胞機能で重要な役割を果たしており、さまざまながんで過剰発現していることが知られている。

## 構造と機能
c-Fosは380アミノ酸のタンパク質であり、二量体化のための塩基性ロイシンジッパー領域、C末端にDNA結合・トランス活性化ドメインを持ち、Junタンパク質と同様にホモ二量体を形成することもできる。In vitroでの研究では、Jun-Fosヘテロ二量体はJun-Junホモ二量体より安定で、より強いDNA結合活性を持つことが示されている。
血清、成長因子、発がんプロモーター、サイトカイン、UV照射など、さまざまな刺激がc-Fosの発現を誘導する。c-FosのmRNAとタンパク質はこうした刺激に応答して最初に発現するため、最初期遺伝子と呼ばれている。誘導は迅速かつ一過的であり、刺激後15分以内に行われる。c-Fosの活性は翻訳後修飾によっても調節されており、MAPK、CDC2、PKA、PKCなどさまざまなキナーゼによってリン酸化が行われる。こうした修飾はタンパク質の安定性、DNA結合活性、転写因子のトランス活性化能に影響を与える。c-Fosは遺伝子の活性化も抑制も引き起こすが、双方の過程には異なるドメインが関与していると考えられている。
c-Fosは、細胞増殖、分化、生存など重要な細胞イベントに関与している。c-Fosは低酸素や血管新生と関係する遺伝子にも関与しているため、その調節異常は発がんの重要な因子となっている。また、c-Fosは細胞極性の喪失や上皮間葉転換を誘導し、乳腺上皮細胞の浸潤と転移をもたらす。

## 臨床的意義
AP-1複合体は形質転換とがんの進行への関与が示唆されている。骨肉腫と子宮体癌では、c-Fosの過剰発現は高グレードの病変、予後の悪さと関係している。また、子宮頸部の前がん病変と浸潤性子宮頸癌との比較においては、前がん病変ではc-Fosの発現は有意に低い。c-Fosは、乳がんの生存率低下の独立した予測因子としても同定されている。
コカイン、メタンフェタミン、モルヒネや他の向精神薬は、中脳皮質経路（前頭前皮質）や中脳辺縁系経路（側坐核）でc-Fosの産生を増加させ、その影響は事前の感作によって変動することが示されている。

## 応用
c-Fosは神経の活動電位の発火の際にしばしば発現するため、c-Fosの発現は神経活動の間接的なマーカーとして利用される。神経でのc-FosのmRNAのアップレギュレーションは、最近その神経で活動があったことを示している。
c-Fosのプロモーターは薬物乱用の研究においても利用されている。このプロモーターを用いてラットの導入遺伝子をオンにし、特定の神経細胞集団を操作することで、薬物と関連した記憶や行動における役割の評価を行うことができる。こうした神経細胞の制御は、オプトジェネティクスやDREADDでも再現可能である。

## 相互作用
c-Fosは次に挙げる因子と相互作用することが示されている。
- BCL3（英語版）[27]
- COBRA1（英語版）[28]
- CSNK2A1（英語版）[29]
- CSNK2A2（英語版）[29]
- DDIT3[30]
- JUN[31][32][33][34][35][36][37]
- NCOA1[38][39]
- NCOR2（英語版）[40]
- RELA（英語版）[31]
- RUNX1[41][42]
- RUNX2（英語版）[41][42]
- SMAD3[43]
- TBP[44]

| Overview of signal transduction pathways involved in apoptosis. |

## 関連文献
- “Regulation of gene expression in T-47D human breast cancer cells by progestins and antiprogestins”. Hum. Reprod. 9 Suppl 1:  174–80. (June 1994). doi:10.1093/humrep/9.suppl_1.174. PMID 7962462.
- “c-Fos expression during wakefulness and sleep”. Neurophysiol Clin 25 (6):  329–41. (1995). doi:10.1016/0987-7053(96)84906-9. PMID 8904195.
- “Activation of c-fos in the brain”. Prog. Neurobiol. 50 (2–3):  83–107. (October 1996). doi:10.1016/S0301-0082(96)00021-4. PMID 8971979.
- “[Possible role of transcription factor AP1 in the tissue-specific regulation of human papillomavirus]” (スペイン語). Rev. Invest. Clin. 54 (3):  231–42. (2002). PMID 12183893.